# Famille de Dyo

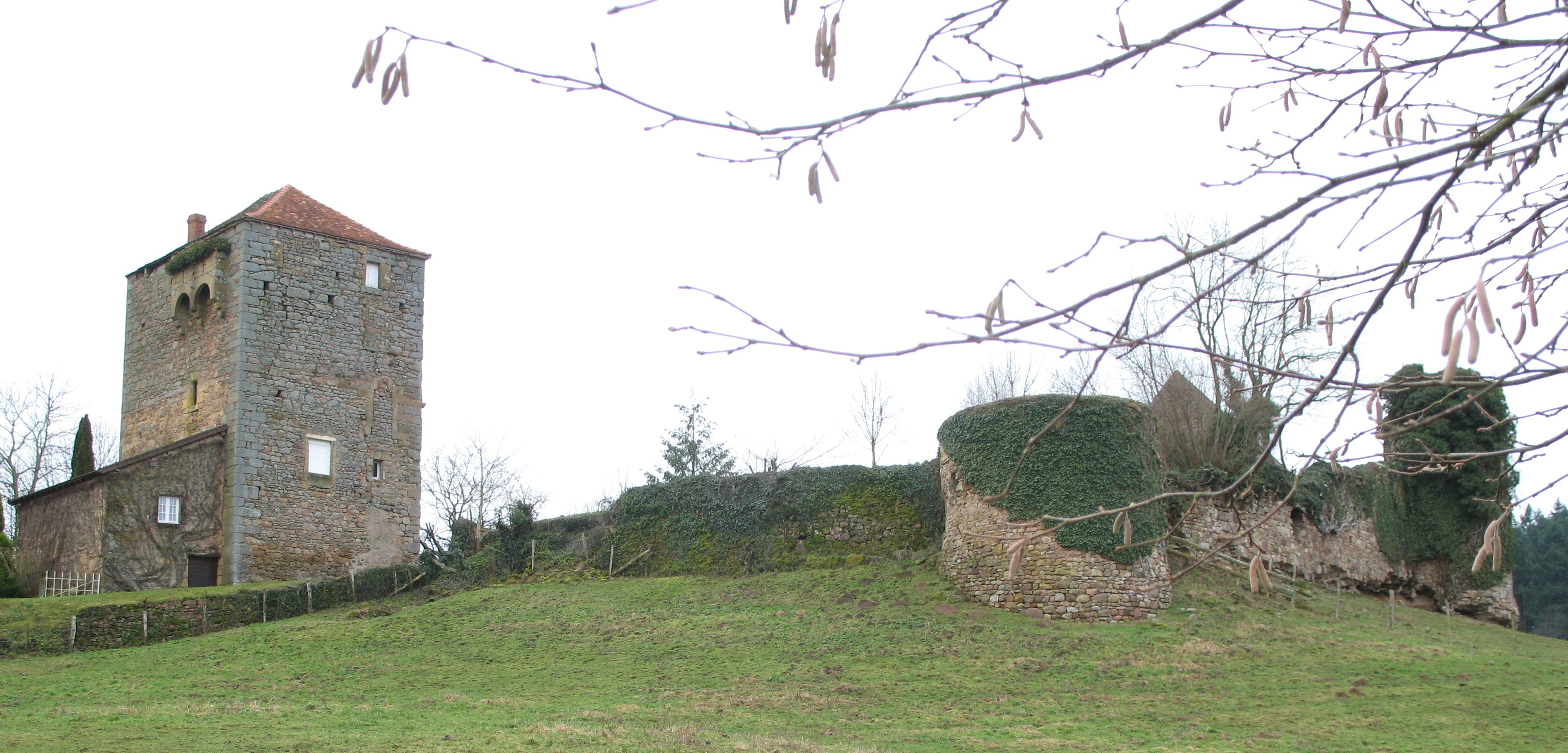
Fortifications et donjon du château de Dyo

Armes des Dyo

La famille de Dyo est une famille noble française, d'extraction féodale, originaire de Bourgogne. Elle s'est éteinte au XVIIIe siècle.

## Histoire
La famille de Dyo serait originaire de Dyo, en Saône-et-Loire. Elle aurait fait construire au Moyen Âge le château de Dyo.

À partir de 1336, la famille de Dyo fait précéder son patronyme du nom de Palatin, après le mariage de Guyot de Dyo avec Alix Palatin, dame de Saint-Olive, fille et héritière de Guillaume Palatin, pour s'appeler ainsi Palatin de Dyo.

## Filiation
```
Guyot de Dyo

X 
1336
 Alix Palatin
│
└─> 
Antoine Palatin de Dyo

    X Alix, dame de Bresse
    │
    ├1> Robert 
dont postérité

    │ X Marie de Civry
    │
    ├2> Otte 
sans postérité

    │
    └─> 
Guyot
, chevalier, coseigneur de Vaivres
        X Catherine de Bourbon
        │
        └─> 
Jean
, coseigneur de Vaivres
            X 
1487
 Marie de Traves
            │
            └─> 
Jacques
, seigneur de 
Montpeyroux
, baron de Fléchères
                X 
1515
 Jeanne de la Guiche
                │
                └─> 
Claude

                    X Catherine de Lestouf de Pradines
                    │
                    └─> 
Jacques
, baron de Montpeyroux
                        X 
1599
 Éléonore de Damas de Thianges
                        │
                        └─> 
François Éléonor
, comte de Montpeyroux, seigneur de la Roche
                            X 
1641
 Éléonore de Damas de Digoine, dame de Montmort
                            │
                            ├1> 
Noël
 ( - 
1693
), marquis de Montpeyroux
                            │   X 
1665
 Isabeau de Coligny
                            │   │  
                            │   ├1> 
François Éléonor
 ( - 
1714
), marquis de Montpeyroux
                            │   │   X Élisabeth Françoise de Harville, 
sans postérité

                            │   │
                            │   ├2> 
Jeanne

                            │   │   X 
Marie Roger, comte de Langheac, marquis de Coligny
, dont postérité
                            │   │  
                            │   └3> 
Marie Élisabeth

                            │       X 1701 
Louis Antoine Érard de Damas
, comte d'Anlézy, seigneur de Montigny et de Fleury-la-Tour, dont postérité
                            │
                            ├2> 
Claude Antoine
, comte de Montmort, seigneur de Rochefort
                            │   X 
1670
 Éléonore du Maine du Bourg
                            │   │
                            │   ├1> 
Henri Claude
 ( - 
1752
), seigneur d'Yvoner, marquis de Montpeyroux
                            │   │   X 
1712
 Anne Élisabeth des Salles
                            │   │   │
                            │   │   ├1> 
Gustave Claude Éléonor
 (
1713
 - 
1770
), marquis de Montpeyroux
                            │   │   │ 
                            │   │   └2> 
Gustave
 (
1713
 - ), comte de Montpeyroux
                            │   │       X Marie Gabrielle de Joumart d'Argence
                            │   │       │
                            │   │       └─> 
Marie
, dame de Montpeyroux
                            │   │           X 
1760
 Dominique Joseph Nicolas, marquis de Cambis
                            │   │  
                            │   ├2> 
Denys

                            │   │
                            │   ├3> 
Nicolas François

                            │   │
                            │   ├4> 
Noël Léonor

                            │   │                
                            │   ├5> 
François Marie

                            │   │  
                            │   ├6> 
Antoinette

                            │   │   X 
1695
 François de Busseül
                            │   │  
                            │   ├7> 
Marguerite

                            │   │   
                            │   └8> 
Claude

                            │
                            ├3> 
Charles Henri
, seigneur de Bresse
                            │   X Marie Françoise de Bigny
                            │
                            └4> 
Éléonore

                                X 1671 Jacques de Faÿ, baron de la Tour-Maubourg et de Chabrespine, dont postérité
```

## Armes
- Fascé d'or et d'azur de six pièces, à la bordure de gueules

## Pour approfondir